# 배대동맥
배대동맥(abdominal aorta) 또는 복부대동맥(腹部大動脈)은 복강 내의 가장 큰 동맥이다. 대동맥의 일부로서 내림가슴대동맥이 연속되어 형성된다.

## 구조
배대동맥은 내림가슴대동맥이 T12 높이에서 가로막의 대동맥구멍을 지나며 시작된다. 배대동맥은 척주 앞쪽에서 뒷배벽을 따라 주행한다. 이때 허리뼈의 앞쪽으로 볼록한 굽이를 따라 주행한다. 가장 볼록한 지점은 셋째 허리뼈(L3) 높이이다. 배대동맥 바로 오른쪽에 위치한 아래대정맥과 평행하게 주행하며 배대동맥은 여러 큰 가지를 내며 그 직경이 작아진다. 배대동맥의 직경은 나이, 성별, 신체 특징에 따라 다르지만 콩팥 아래에서 대략 2cm이며, 3cm를 상한선으로 본다. 배대동맥은 임상적으로 2개의 부분으로 나눈다.
- 콩팥위(suprarenal 또는 paravisceral) 분절은 가로막 아래쪽, 콩팥동맥 위쪽의 부분이다.
- 콩팥아래(infrarenal) 분절은 콩팥동맥 아래쪽, 대동맥갈림 위쪽의 부분이다.

### 가지
배대동맥은 복강의 여러 구조들에 혈액을 공급한다. T12 높이에서 시작하여 L4의 대동맥갈림에서 두 개의 온엉덩동맥으로 갈라지면서 끝난다. 대부분 다음과 같은 가지들을 낸다.
| 가지             | 높이         | 한 쌍인지 여부 | 앞/뒤 | 비고 |
| 아래가로막동맥   | T12          | O              | 뒤    | 복강동맥 위, 가로막 아래에서 갈라져 나온다. 부신의 위안쪽으로 주행하여 대응하는 가로막다리를 가로지른다. 가로막에 혈액을 공급하며 위부신동맥을 낸다. |
| 복강동맥         | T12          | X              | 앞    | 큰 앞쪽의 가지 |
| 위창자간막동맥   | L1           | X              | 앞    | 큰 앞쪽의 가지. 복강동맥 바로 밑에서 갈라져 나온다. |
| 중간부신동맥     | L1           | O              | 뒤    | 양쪽에서 가로막다리를 가쪽으로 가로지른다. 부신에 혈액을 공급한다. |
| 콩팥동맥         | L1과 L2 사이 | O              | 뒤    | 위창자간막동맥 바로 밑에서 갈라져 나온다. 오른콩팥동맥은 아래대정맥 깊은 쪽에서 주행하여 오른쪽 콩팥으로 들어가며 여러 가지들로 갈라진다. 왼콩팥동맥은 왼콩팥정맥 깊은 쪽에서 주행하며 콩팥문에서 갈라진다. 양쪽 콩팥동맥 모두 아래부신동맥과 수뇨관가지를 낸다.                      |
| 생식샘동맥       | L2           | O              | 앞    | 여성에서는 난소동맥, 남성에서는 고환동맥이다. |
| 허리동맥         | L1-L4        | O              | 뒤    | 배벽과 척수에 혈액을 공급하며 양쪽에 네 개씩 존재한다. 다섯째 쌍은 엉덩허리동맥의 허리가지이다. 척추뼈몸통의 다리 측면 깊은 쪽으로 주행하여 큰허리근과 허리네모근 깊은 곳을 지나가, 배속빗근과 배가로근 사이의 공간으로 들어간다. 각각의 동맥은 척주관과 등의 근육에 혈액을 공급한다. |
| 아래창자간막동맥 | L3           | X              | 앞    | 큰 앞쪽의 가지. |
| 정중엉치동맥     | L4           | X              | 뒤    | 대동맥 끝부분 중간에서 갈라져 나오는 동맥이다. 발생 초기 등쪽대동맥이 연속되는 구조가 남은 것으로 꼬리가 있는 동맥에서는 꽤 크지만 사람에서는 작은 편이다. |
| 온엉덩동맥       | L4           | O              | 뒤    | 배대동맥의 종말가지로 배대동맥은 양쪽 온엉덩동맥으로 갈라져 하지와 골반에 혈액을 공급한다. |

양쪽 온엉덩정맥이 아래대정맥으로 합쳐지는 곳은 L5 높이로, 대동맥이 양쪽 온엉덩동맥으로 갈리는 지점보다 아래쪽이다.

배와 골반의 혈관을 볼륨 렌더링 CT 스캔한 사진.

1. 아래가로막동맥
2. 복강동맥
  1. 왼위동맥
  2. 지라동맥
    1. 짧은위동맥 (6개)
    2. 지라동맥 (6개)
    3. 왼위그물막동맥
    4. 이자동맥

  3. 온간동맥
    1. 오른위동맥
    2. 위샘창자동맥
      1. 오른위그물막동맥
      2. 위이자샘창자동맥

    3. 오른간동맥
      1. 쓸개동맥

    4. 왼간동맥
3. 위창자간막동맥
  1. 아래이자샘창자동맥
  2. 빈창자동맥, 돌창자동맥
  3. 중간잘록창자동맥
  4. 오른잘록창자동맥
  5. 돌잘록창자동맥
    1. 앞막창자동맥
    2. 뒤막창자동맥 – 막창자꼬리동맥
    3. 돌창자동맥
    4. 막창자동맥
4. 중간부신동맥
5. 콩팥동맥
6. 고환동맥(남성) 또는 난소동맥(여성)
7. 허리동맥 (4쌍)
8. 아래창자간막동맥
  1. 왼잘록창자동맥
  2. 구불창자동맥 (2, 3개)
  3. 위곧창자동맥
9. 정중엉치동맥
10. 온엉덩동맥
  1. 바깥엉덩동맥
  2. 속엉덩동맥

### 위치 관계
배대동맥은 몸의 정중선 약간 왼쪽에 놓여 있다. 앞쪽에는 작은그물막과 위가 놓여 있고, 아래쪽에는 지라정맥과 이자, 왼쪽 콩팥정맥, 샘창자 아랫부분, 창자간막, 배대동맥신경얼기가 위치한다.
뒤쪽으로는 앞세로인대와 왼쪽 허리정맥에 의해 허리뼈나 척추사이원반과 분리된다.
오른쪽에서는 홀정맥, 가슴림프관팽대, 가슴림프관, 가로막오른다리가 배대동맥 위쪽에 위치한다. 가로막오른다리는 아래대정맥의 위쪽 부분이나 복강신경얼기와 분리한다. 아래대정맥은 아래쪽에서 대동맥과 닿는다.
왼쪽에서는 가로막왼다리, 왼쪽 복강신경얼기, 샘창자 오름부분, 작은창자의 일부 등이 근처에 위치한다.

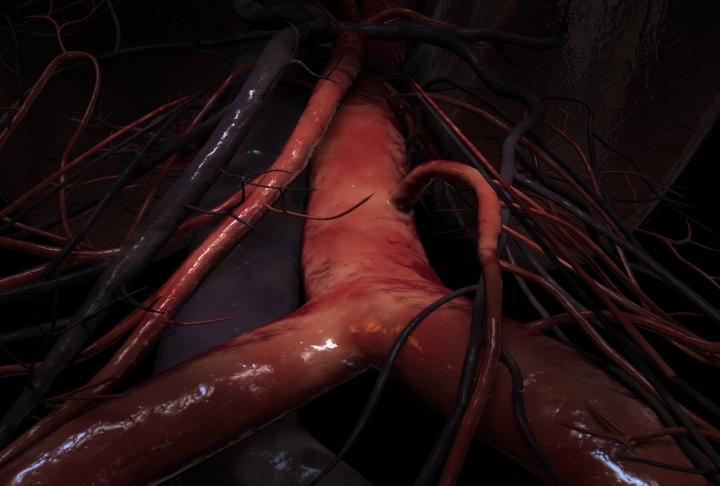
배대동맥이 갈라지는 부위에서의 3D 그림.

### 아래대정맥과의 관계
배대동맥에 대응되는 정맥은 아래대정맥으로, 아래대정맥은 배대동맥 오른쪽에서 나란히 주행한다.
- 배꼽 위쪽 높이에서 대동맥은 아래대정맥 약간 뒤쪽에서 오른쪽 콩팥동맥을 낸다. 아래대정맥은 비슷하게 대동맥 앞쪽에서 왼쪽 콩팥정맥을 낸다.
- 배꼽 아래쪽 높이에서 위치 관계는 반대가 된다. 대동맥이 낸 오른쪽 온엉덩동맥은 왼쪽 온엉덩정맥을 앞쪽에서 가로지른다.

### 곁순환
배대동맥과 곁순환을 이룰 수 있는 방식은 다음과 같다.
- 속가슴동맥과 아래배벽동맥 사이의 문합
- 위창자간막동맥과 아래창자간막동맥 사이의 교통 - 두 혈관 사이에 결찰된 경우)
- 아래창자간막동맥과 속음부동맥 사이의 문합 - 가장 흔한 결찰 지점은 아래창자간막동맥 시작 지점의 바로 아래쪽
- 속엉덩동맥의 가지들과 허리동맥 사이의 문합

## 임상적 중요성
- 배대동맥류

## 추가 이미지

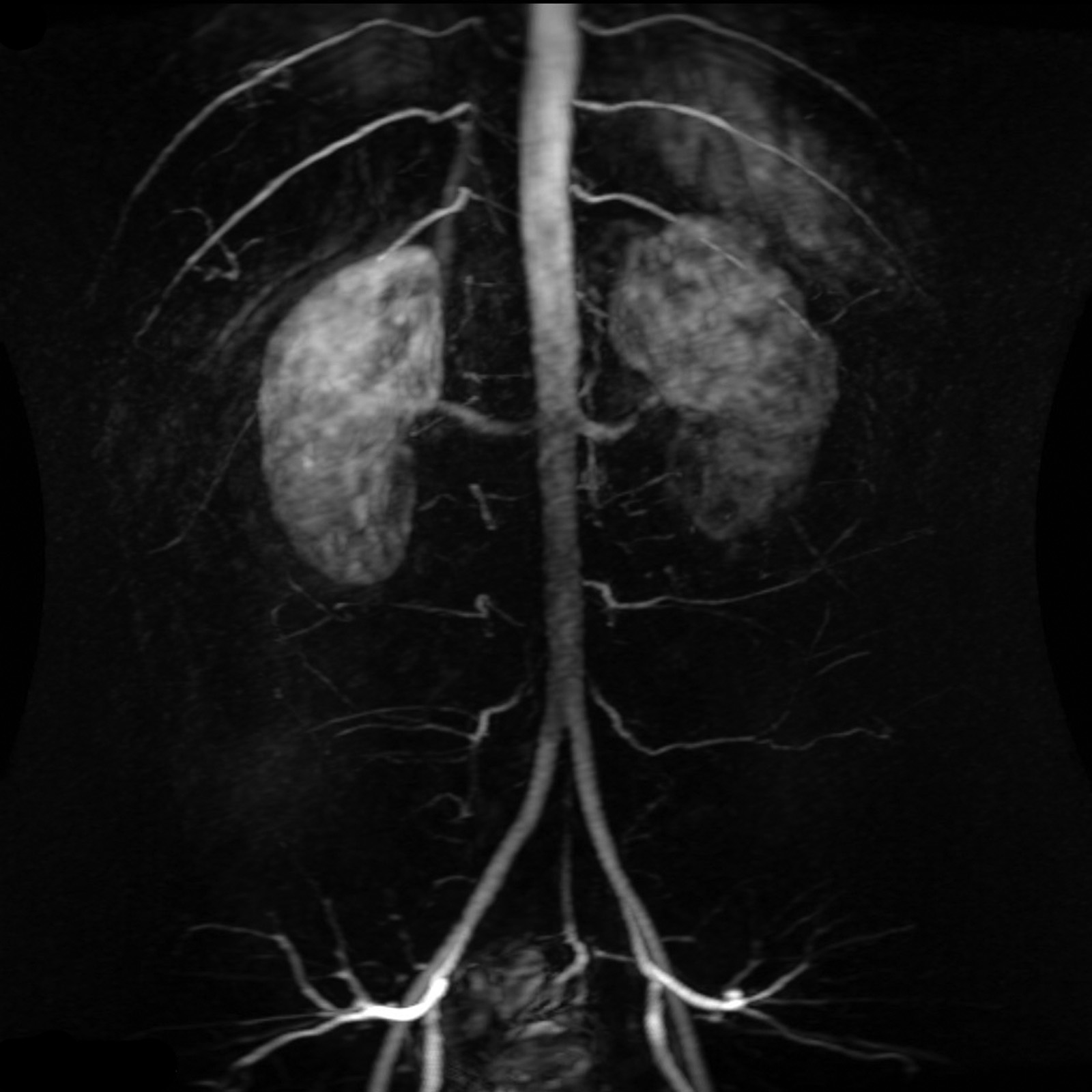
정상 배대동맥을 보여주는 조영제 증강 자기공명혈관조영술(MRA).
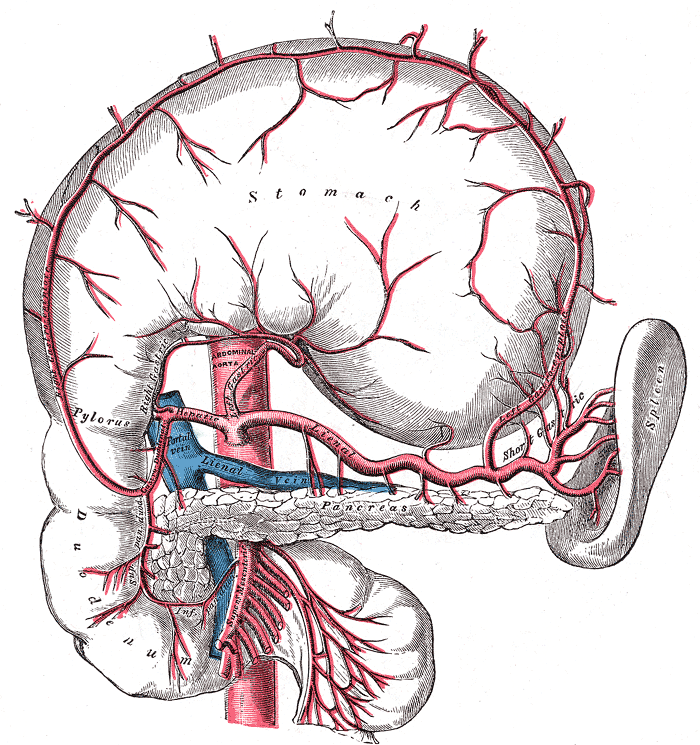
복강동맥과 그 가지들. 위를 위쪽으로 들었고 배막을 제거했다.
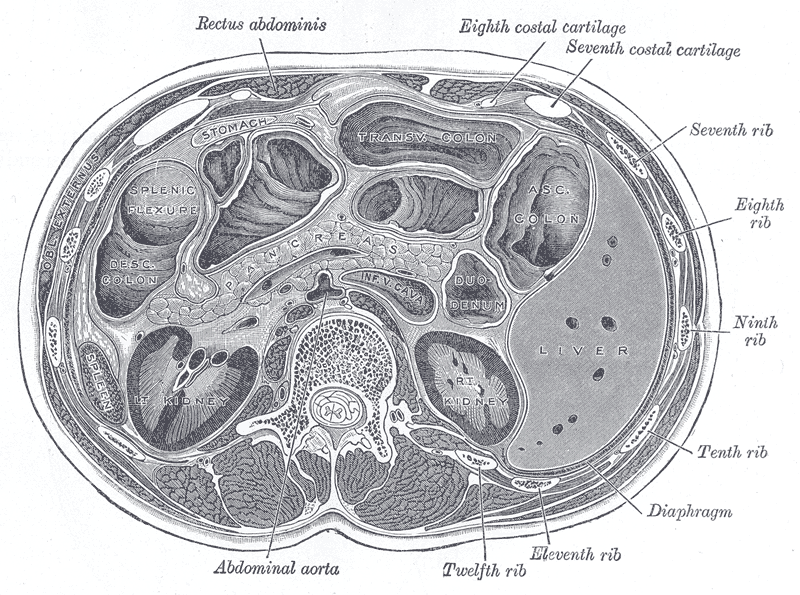
첫째 허리뼈 중간 높이에서의 가로 단면. 이자와의 위치 관계를 볼 수 있다.
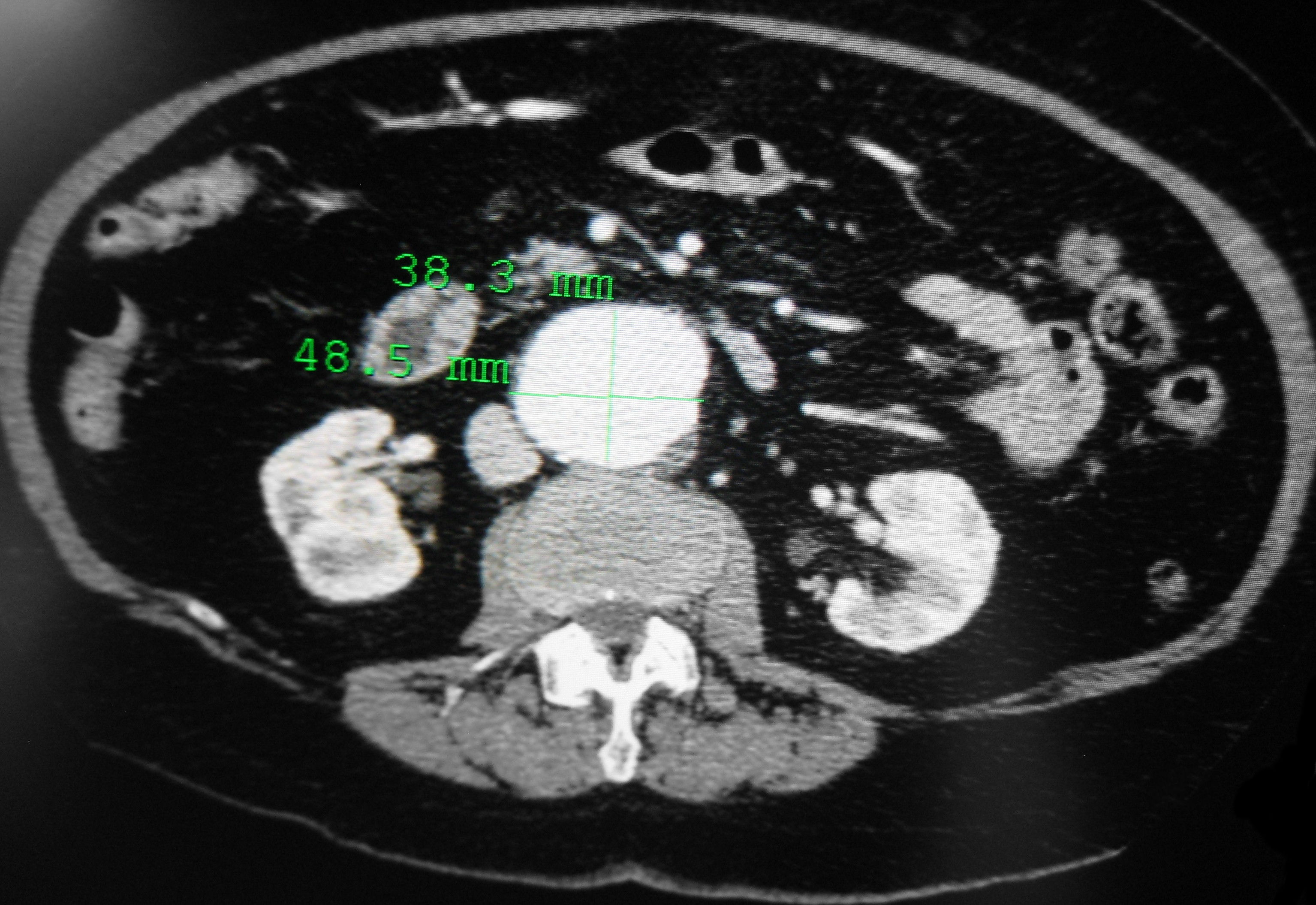
배대동맥류를 보이는 조영제 증강 CT 스캔
배대동맥류 등을 진단하기 위해 대동맥을 측정하는 복부 초음파 사진.[3]
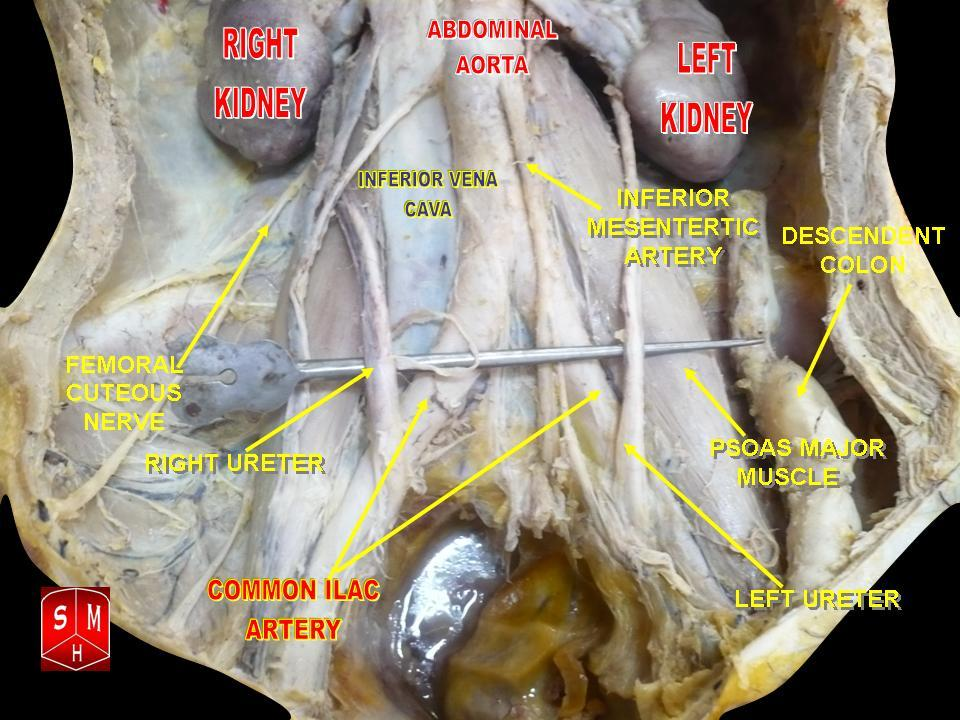
배대동맥.
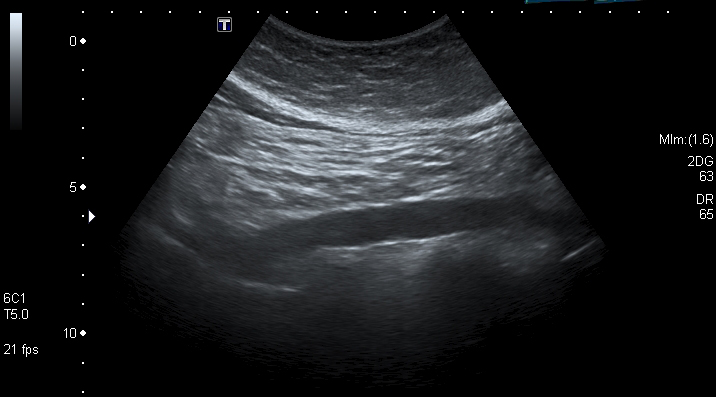
배대동맥 초음파.